# Nathan Coe
Nathan Coe (Brisbane, Australia, 1 de junio de 1984) es un exfutbolista de Australia que jugaba en la posición de guardameta. Actualmente es el entrenador de porteros del Bentleigh Greens SC.

## Carrera

### Club
| Periodo   | Club                  | Apariciones | Goles |
| --------- | --------------------- | ----------- | ----- |
| 2000–2002 | Brisbane Strikers     | 0           | 0     |
| 2002–2004 | Inter de Milán        | 0           | 0     |
| 2004–2007 | PSV Eindhoven         | 0           | 0     |
| 2007–2009 | FC Copenhague         | 3           | 0     |
| 2009      | → Örgryte IS (cedido) | 5           | 0     |
| 2009–2010 | Randers FC            | 5           | 0     |
| 2010–2012 | SønderjyskE Fodbold   | 64          | 0     |
| 2012–2015 | Melbourne Victory     | 73          | 0     |
| 2018–2019 | Bentleigh Greens SC   | 21          | 0     |

### Selección nacional
Jugó para Australia en tres ocasiones en 2011 y participó en la Copa Asiática 2011.

## Logros
- Eredivisie (1): 2005-06
- Superliga danesa (1): 2006-07
- A-League (1): 2014-15